# Daisuke Saito (1974)
Daisuke Saito (Aichi, 19 november 1974) is een voormalig Japans voetballer.

## Carrière
Daisuke Saito speelde tussen 1997 en 2009 voor Gamba Osaka, Cerezo Osaka en JEF United Ichihara Chiba.